# Habronattus americanus
Habronattus americanus là một loài nhện trong họ Salticidae.
Loài này thuộc chi Habronattus. Habronattus americanus được Eugen von Keyserling miêu tả năm 1885.